# Giannini Automobili
Giannini Automobili S.p.A. ist ein italienisches Unternehmen im Automobilbereich und ehemaliger Automobilhersteller in Rom.

## Ursprung
Gegründet wurde das Unternehmen ursprünglich 1920 von den Brüdern Attilio und Domenico Giannini als Automobilwerkstatt in Rom. 1922 assistierte Giannini bei der Fabbrica Automobili Itala. Durch die Zusammenarbeit entwickelten sie 1927 den Itala Tipo 61, der beim ersten Rennen der Mille Miglia teilnahm.

## 1930er Jahre
In den 1930er Jahren konzentrierte sich das Unternehmen auf den Umbau von Kleinmotoren, Basis hierfür war der Motor des Fiat 500 Topolino.

## 1940er Jahre
Nach dem Zweiten Weltkrieg fingen die Brüder Giannini an, eigene Motoren zu entwickeln. 1947 entwickelten sie für Lastkraftwagen einen Dreizylinder-Dieselmotor mit Direkteinspritzung. Er hatte eine Leistung von 40 PS und eine maximale Drehzahl von 3000/min. Von diesen Motoren verkaufte das Unternehmen nur wenige hundert Stück. 1948 beendete Giannini Automobili den Transportbereich und konzentrierte sich wieder auf den Motorsport. Aus den Erfahrungen mit den Motoren des Fiat 500 Topolino und mithilfe des Ingenieurs Carlo Giannini – Vater der Rondine – entwickelten sie den Motor Gl 750 cm³. Dieser lieferte hervorragende Ergebnisse während der Mille Miglia im Jahr 1949. Anschließend entwickelte Gianini den Motor Bialbero Giannini G2, der in die Wagen des Herstellers Giaur eingebaut wurde.

## 1950er Jahre
In den 1950er Jahren konzentrierte sich die Firma auf den Ausbau des Händlernetzes.

## Trennung
Aus diversen Gründen und vor allem wegen der schlechten finanziellen Situation kam es 1961 zur Schließung. Die Uneinigkeit der Brüder Giannini und deren Söhnen war so groß, dass man sich entschloss, zwei Gesellschaftszweige zu gründen. Es entstanden die Costruzioni Mecchaniche Giannini S.p.A. und die Giannini Automobili S.p.A.

## Costruzioni Meccaniche Giannini S.p.A.
Die Costruzioni Meccaniche Giannini S.p.A. war in den Sektoren Ausarbeitung und Motorenentwicklung tätig und verzichtete auf Wartungsarbeiten. Obwohl die Firma gute Arbeit leistete, erwies sich diese Entscheidung als fatal für die Zukunft des Unternehmens, sodass es 1971 zur Schließung kam.

## Giannini Automobili S.p.A.

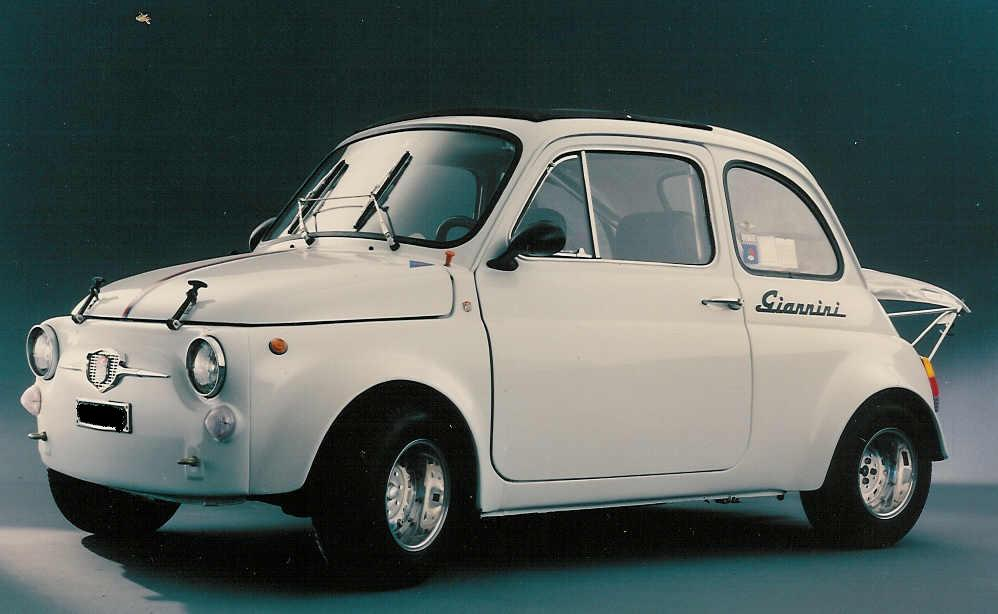
Giannini 590 GT

Die Giannini Automobili S.p.A. verstärkte das Händlernetz und ihre Werkstätten. 1963 wurden die Arbeiten an Standardautomobilen wieder aufgenommen. Vor allem wurden Tuning-Kits verkauft. Ebenfalls im Jahr 1963 wurde eine leistungsstärkere Version des Fiat 500 vorgestellt, die als Fiat 590 GT und Fiat 500 TV bezeichnet wurden. In den 1960er Jahren verbuchte das Unternehmen große Erfolge im Bereich Entwicklung und auch bei der Beteiligung an Motorsportrennen. Am 16. März 1967 starb Domenico Giannini an einem Herzinfarkt.

## Ankunft von Volfango Polverelli
Nach dem Tod von Domenico Giannini begann eine neue Phase für das Unternehmen, das zu diesem Zeitpunkt von großen Organisationsproblemen geplagt war. Es war gezwungen, eine externe Person herbeizuholen, um die volle Funktionsfähigkeit des Unternehmens wiederherzustellen. Um der großen Verantwortung gerecht zu werden, wurde der Rechtsanwalt Volfango Polverelli mit dieser Aufgabe betraut. Als automobilbegeisterter Mensch fühlte er sich schnell im Unternehmen wohl und wurde 1973 durch den Kauf von entsprechenden Anteilen einziger Inhaber des Unternehmens. Durch Polverelli wurde das Unternehmen neu strukturiert und die einzelnen Sektoren des Unternehmens wurden durch die Söhne von Polverelli dirigiert. In den 1980er Jahren wurde als Chef-Ingenieur Armando Palanca ausgewählt. Er genoss in der Automobilindustrie und auch in der Aeronautik großes Ansehen. Durch ihn wurden im Hause Giannini neue Fiat-Modelle wie der Fiat 126, Fiat Ritmo und der Fiat Panda umgebaut und sportlich ausgestattet.

## 1980er Jahre
Anfang der 1980er Jahre geriet die Autotuner-Industrie in Italien in eine große Krise. Ursachen für die Krise waren die ständig steigenden Kosten für Tuning-Modelle und zum anderen, dass die großen Automobilfirmen selbst anfingen, verschiedene sportliche Motor- und Modellvarianten bzw. Ausstattungen für ihre neuen Modelle anzubieten. Am 13. Juli 1984 starb Volfango Polverelli. Infolge der Krise beschloss man 1985 das Umbauen von Motoren und Fahrzeugteilen aufzugeben und sich ausschließlich auf Karosseriekomponenten zu konzentrieren. Zu Beginn beschränkte man sich auf die Modelle Fiat Uno, Fiat Tipo und Fiat Panda. Hier wurden Polsterverkleidungen, Armaturenverkleidungen, Zubehörteile, (Spoiler-)Stoßstangen und Seitenschweller umgebaut aber auch Lackierungen angeboten.

## Giannini heute
Die Firma Giannini arbeitet auch heute noch mit der Fiat Group Automobiles S.p.A. zusammen und ist für die Kundenbetreuung zuständig. Abgesehen von den Großaufträgen, die die Firma Giannini von der italienischen Finanzwache Guardia di Finanza und dem Innenministerium erhält, kümmert sie sich weiterhin um Karosseriekomponenten.